# Phorbas benguelensis
Phorbas benguelensis är en svampdjursart som först beskrevs av Uriz 1984.  Phorbas benguelensis ingår i släktet Phorbas och familjen Hymedesmiidae.
Artens utbredningsområde är Namibia. Inga underarter finns listade i Catalogue of Life.